# Stump (groupe)
Stump est un groupe de rock indépendant britannique, originaire de Londres, en Angleterre. Avant sa séparation en 1988, le groupe était composé de Kev Hopper (basse), Robert McKahey (batterie), Chris Salmon (guitare) et de Mick Lynch (chant). Stump est l'un des cinq groupes du label Ron Johnson Records à figurer sur la célèbre compilation C86, avec le titre Buffalo, avant de quitter le label.

## Biographie
Tous les membres du groupe sont issus de Microdisney ; Mick Lynch (chant) et Rob McKahey (batterie), aux côtés de Kev Hopper (basse) et Chris Salmon (guitare). Le groupe est formé à Londres, en Angleterre, en 1983. Nick Hobbs, partira tôt pour former The Shrubs.
Ils publient un EP quatre titres intitulé Mud on a Colon en 1986 au label Ron Johnson Records. Il est suivi par un mini-album intitulé Quirk Out, produit par Hugh Jones et comprend le single hit Buffalo. Buffalo apparaitra sur la compilation C86 du NME et un clip réalisé par Channel 4 sera montré dans la série The Tube. Les tournées britanniques et les couvertures médiatiques - dont celles au NME et au Melody Maker, et un retour dans The Tube pour une performance scénique de  Tupperware Stripper - mènent Quirk Out à atteindre les UK Indie Chart pendant 26 semaines. Une pour l'émission de radio de John Peel est enregistré en février 1986 et publié dans l'EP Peel Session chez Strange Fruit Records en 1987. Plus tard, le groupe signe avec le label Ensign Records.
Leur seul et unique album studio, A Fierce Pancake est publié en 1988 et enregistré à Berlin et Londres produit par Holger Hiller avec Stephen Street, et mixé par Hugh Jones après une session infructueuse avec le producteur américain John Robie.
Mick Lynch meurt en décembre 2015.

## Discographie

### Albums studio
- 1986 : Quirk Out (Stuff)
- 1988 : A Fierce Pancake

### Singles et EP
- 1986 : Mud on a Colon
- 1987 : The Peel Sessions EP (Strange Fruit Records (UK Indie #13)[3])
- 1988 : Chaos (Ensign Records)
- 1988 : Charlton Heston (Ensign (UK #72)[2]
- 1988 : Buffalo (Ensign)